# Sint-Martinuskerk (Tessenderlo)

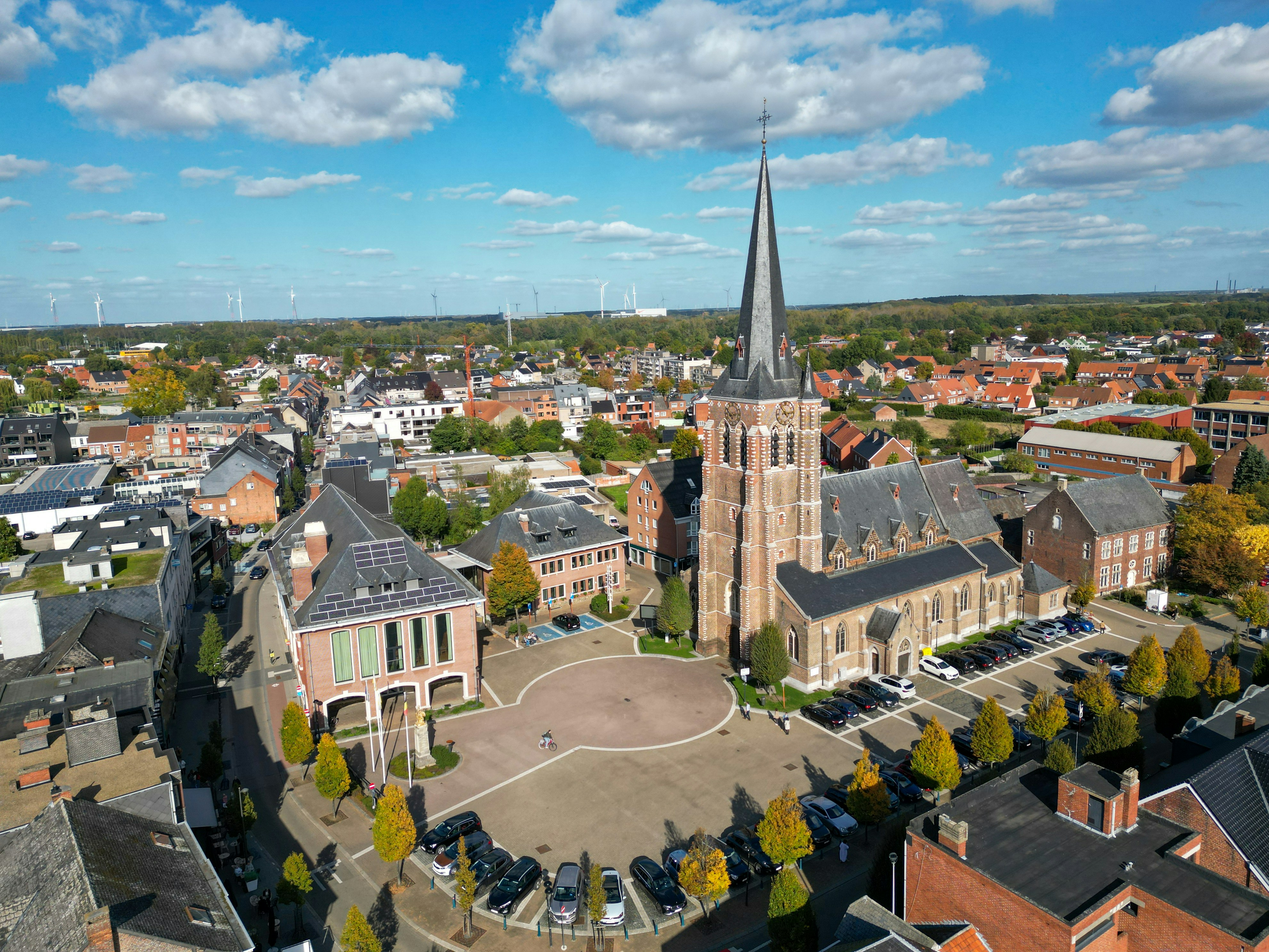
Luchtfoto van de Sint-Martinuskerk en omgeving

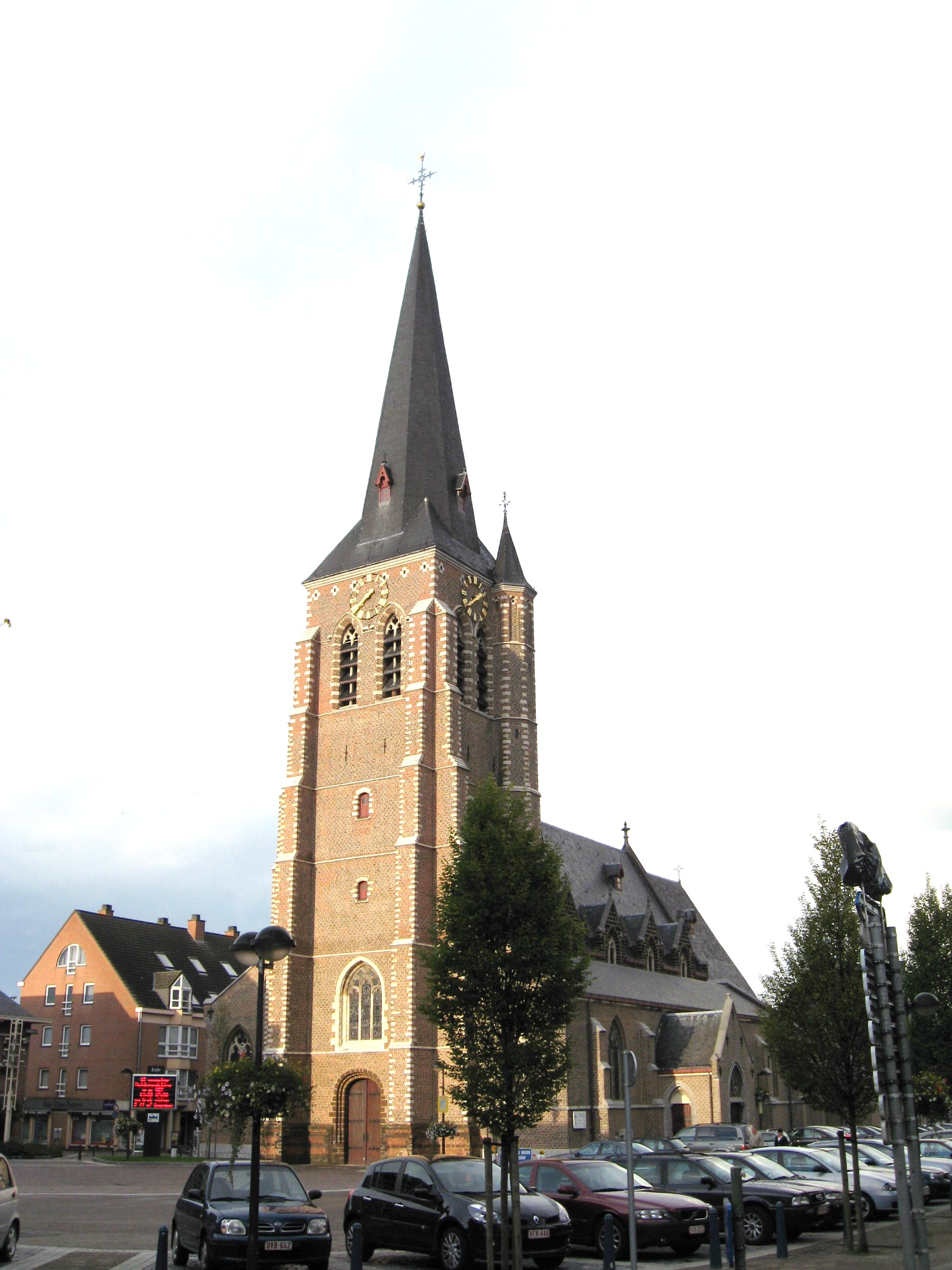
Sint-Martinuskerk

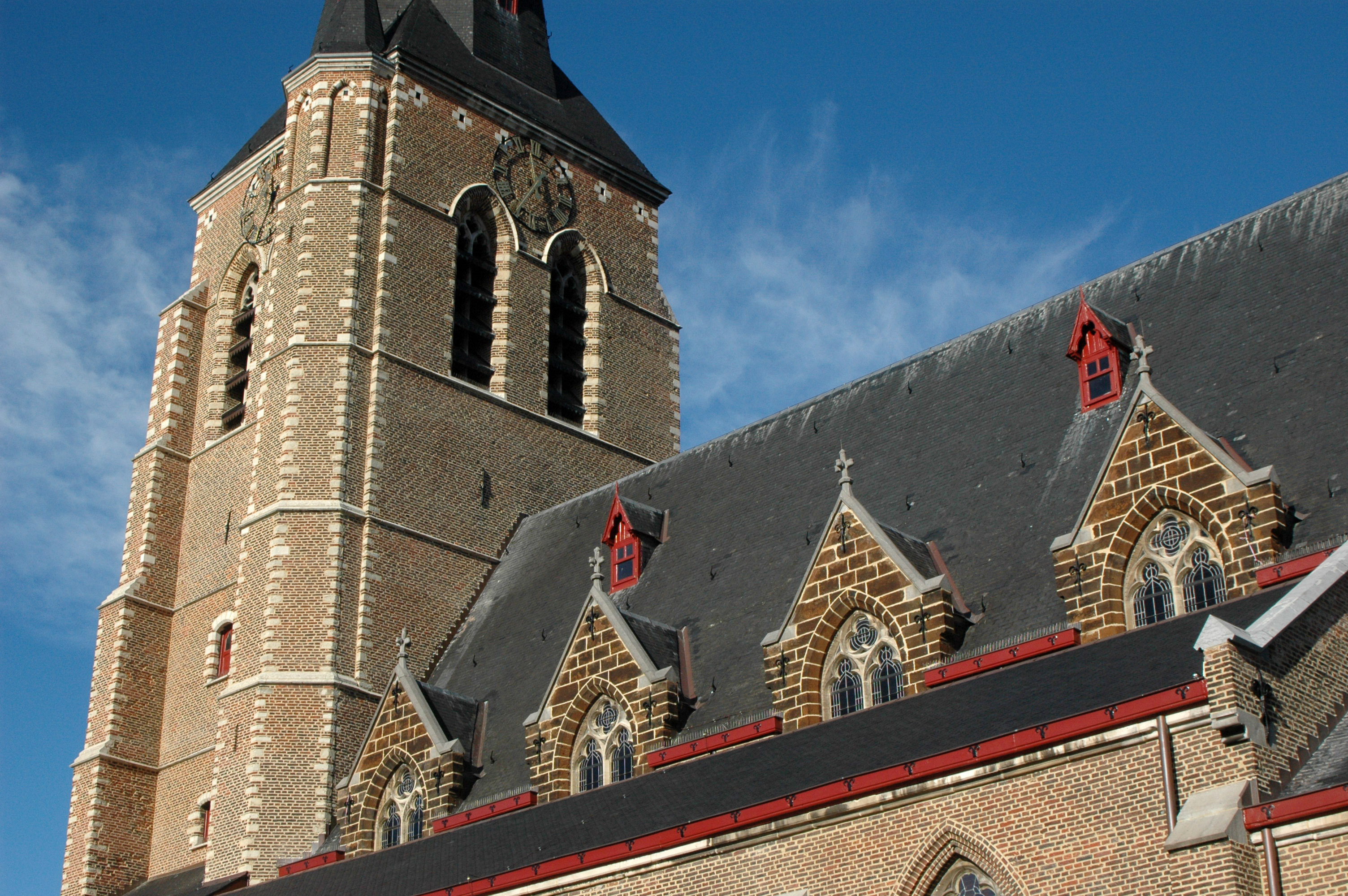
Sint-Martinuskerk aan de Markt

De Sint-Martinuskerk is de parochiekerk van Tessenderlo, gelegen aan de Markt, in de Belgische provincie Limburg.

## Geschiedenis
Omstreeks 1135 werd hier een romaanse kerk gebouwd, die geleidelijk door een bouwwerk in Demergotiek werd vervangen. Het huidige koor dateert van 1379, terwijl men in 1444 het schip en het transept verving. Bouwmeesters als Jan Maes uit Diest en Jan Leyden uit Werchter hebben hieraan gewerkt.
Tussen 1452 en 1454 kwam de in ijzerzandsteen uitgevoerde kerk gereed. In 1478 werd ook de Romaanse toren vervangen door een bakstenen toren in Kempense gotiek. Hendrik Maes was hier de architect.
In 1841 werden de zijbeuken en het transept gesloopt en vervangen door neogotische zijbeuken, ontworpen door Lambert Jaminé. Deze kwamen gereed in 1844. Een verdere ingrijpende verbouwing vond plaats van 1899-1903. De zijbeuken werden onder een lessenaardak gebracht en de middenbeuk werd voorzien van dakvensters, zodat een pseudobasilicale bouw ontstond.

## Gebouw
De vierkante bakstenen toren heeft 9 geledingen. Ze is voorzien van haakse steunberen en is afgewerkt met ijzerzandsteen en zandsteen. Op de zuidoosthoek bevindt zich een achthoekig traptorentje. De toren wordt gesierd door een met leien bedekte ingesnoerde naaldspits.
Het gotische uit ijzerzandsteen opgetrokken middenschip is aan de buitenzijde van de kerk niet zichtbaar, aangezien de neogotische bakstenen zijbeuken en dakvensters daar het beeld bepalen. Het gotische koor is uit ijzerzandsteen opgetrokken.

## Interieur
De toreningang wordt overspannen door een kruisribgewelf. In het interieur zijn de oudere, gotische, uit ijzerzandsteen opgetrokken gedeelten van het schip nog herkenbaar.
Het doopvont stamt uit de 12e eeuw. Het heeft een 17e-eeuws messing deksel. Op de kuip van het vont zijn vier maskers afgebeeld, die de paradijsstromen verbeelden.
Voorts bevat het kerkmeubilair een barokke piëta uit de 17e eeuw. Het overige meubilair is neogotisch: drie altaren, de preekstoel en vier eikenhouten biechtstoelen uit 1859.
In de kerk bevindt zich een Smet-Pencelerorgel uit de 18e eeuw, dat in 2012 werd gerestaureerd.

## Doksaal

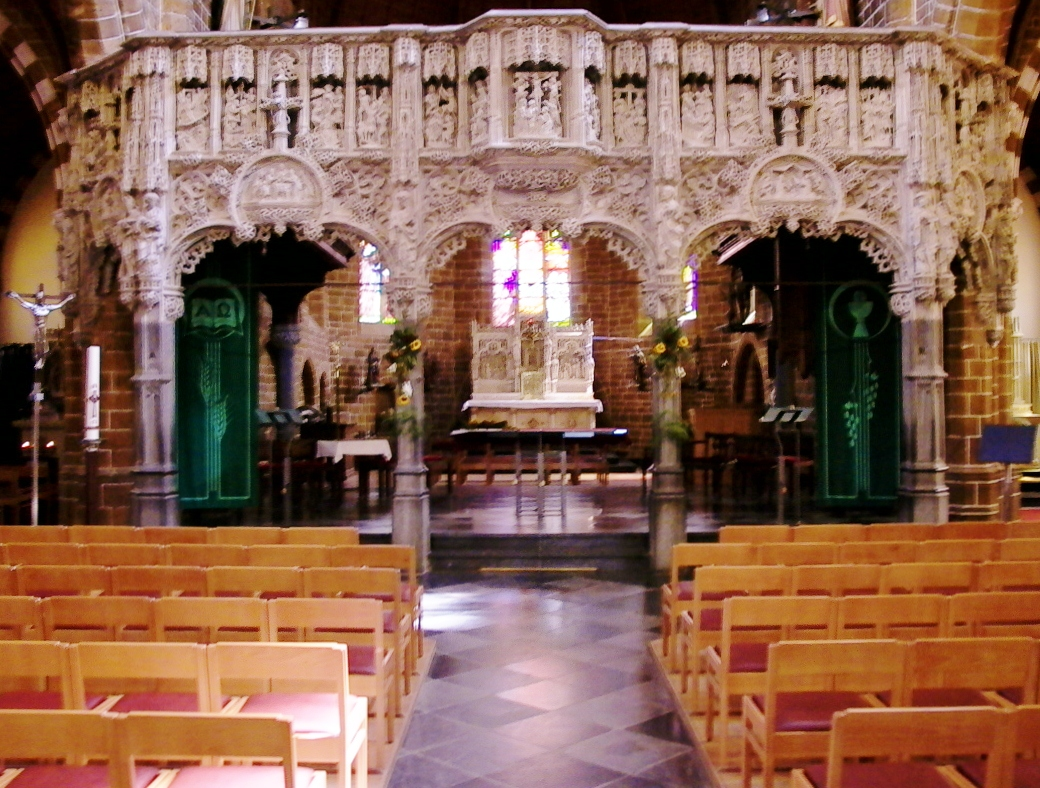
Doksaal van de Sint-Martinuskerk van Tessenderlo

Het koordoksaal stamt uit 1520 en is een van de vijf gotische doksalen welke in België nog bestaan. Dit doksaal, feitelijk een "stenen kantwerk", wordt als een van de grootste en mooiste van België beschouwd. Het is vervaardigd van witte zandsteen op acht hardstenen pijlers en vormde de scheiding tussen schip en koor. In een erker is de preekstoel geplaatst. Gebeeldhouwd zijn diverse religieuze voorstellingen, namelijk de vier Evangelisten, de vier kerkvaders en zeventien passietaferelen.